# قلعه نوده (قلعه کیان خاتون)
قلعه نوده (قلعه کیان خاتون) مربوط به دوران‌های تاریخی پیش از اسلام است و در شهرستان طالقان، روستای دهدر واقع شده و این اثر در تاریخ ۱۲ بهمن ۱۳۸۱ با شمارهٔ ثبت ۷۲۳۵ به‌عنوان یکی از آثار ملی ایران به ثبت رسیده است.